# Warzone
Warzone was een hardcorepunkband uit New York, opgericht in de Lower East Side van Manhattan (New York) in 1983. De band hielp bij het ontwikkelen van het hardcore geluid in New York, de hardcore skinhead-stijl en het subgenre van de jeugdploeg. Tijdens de 14 jaar van de band en vele bezettingswisselingen, werd hun voornamelijk hardcore geluid op smaak gebracht door invloeden van Oi! (ze toerden verschillende keren met The Business en speelden een cover van hun nummer The Real Enemy) van traditionele punkrock tot heavy metal (op hun titelloze lp). Hun schare fans was divers, met hun concerten die meestal werden bijgewoond door skinheads, straight edge tieners, metalheads en punkers van alle leeftijden. Vice schreef dat men zou kunnen stellen dat Warzone de speerpunt was van de tweede en grotere golf van hardcorebands die uitbrak in het New Yorkse circuit in 1986-1987.

## Bezetting
- Raymond Barbieri
- Brad Davis
- Todd Scofield
- Tito (Sebastian Perez)
- Charlie Scalfani
- Thomas Carroll
- Luke Abbey
- Jeff Rivera
- Walter Schreifels
- Frank Stracuzza
- Paul Canade
- John Ullman
- Jay Vento
- Eric Komst
- Vincent Verga
- Todd Hamilton
- Brian Goss
- Jason Lehrhoff
- Tommy Rat
- Lee Harrison
- John Marino
- Greg Cahill

## Geschiedenis
Frontman Raymond "Raybeez" Barbieri was het enige consistente lid van de band gedurende de overgrote meerderheid van de jaren. Hij vervoegde de band als drummer in 1983 (hetzelfde jaar dat hij drums speelde op de debuut 7" ep United Blood van Agnostic Front) en nam later de vocale taken over nadat Warzone al twee jaar bestond. Raybeez bleef de zanger van Warzone tot zijn overlijden op 11 september 1997 als gevolg van longontsteking. Als Amerikaanse marineveteraan werd hij behandeld in een VHA-faciliteit toen de ziekte zijn lever beschadigde en op 35-jarige leeftijd het leven kostte. Een eerbetoon met de tekst "RIP Ray" hing enige tijd buiten CBGB na zijn dood en meer dan een jaar daarna werd elke publicatie bij Victory Records opgedragen aan zijn nagedachtenis, net als twee onafhankelijke compilaties. Deze albums, evenals benefietconcerten, zamelden geld in voor verschillende non-profitorganisaties waar Ray voor had gewerkt en die hielpen bij risicojeugd.

## Discografie
- 1984: Skinhead Youth CBGB
- 1986: As One (Demo)
- 1986: Some Records Tape
- 1987: Live on WNYU (7/23/87)
- 1987: Lower East Side Crew - ep
- 1987: Don't Forget the Struggle/Don't Forget the Streets - lp
- 1988: Open Your Eyes - lp
- 1989: Warzone - lp
- 1993: Live at CBGBs - live ep
- 1994: Old School to New School - lp
- 1995: Cause for Alarm/Warzone split met Cause for Alarm - split 10" ep
- 1996: Lower East Side - ep
- 1996: The Sound of Revolution - lp
- 1997: Fight For Justice - lp
- 1998: The Victory Years - gedeeltelijke discografie lp